# Le Plateau-Mont-Royal
Le Plateau-Mont-Royal è un quartiere di Montréal, città del Canada situata nella provincia del Québec.